# Lauren De Ruyck
Lauren Anny De Ruyck (Gent, 10 augustus 1995) is een Belgische (musical)actrice en -zangeres. De Ruyck liet voor het eerst van zich horen toen ze samen met Jill Van Vooren onder de naam Jill & Lauren voor België Get up! zong tijdens het Junior Eurovisiesongfestival 2010. Ze kreeg daarop een hoofdrol in de Ketnet-serie Galaxy Park als Femke, waarvoor ze door 30.000 Ketnetkijkers de prijs van 'Actrice van het Jaar' 2013 won op het Het gala van de gouden K's. Bovendien stond ze op 16-jarige leeftijd op het podium van musicals Fiddler on the Roof en Domino.

## Carrière
De Ruyck volgde middelbaar onderwijs aan het Gentse Sint-Bavohumaniora. Ze volgde de richting Latijn-moderne talen.
De Ruyck speelde rollen in onder andere de musicals Peter Pan, Kuifje: De Zonnetempel en Daens.

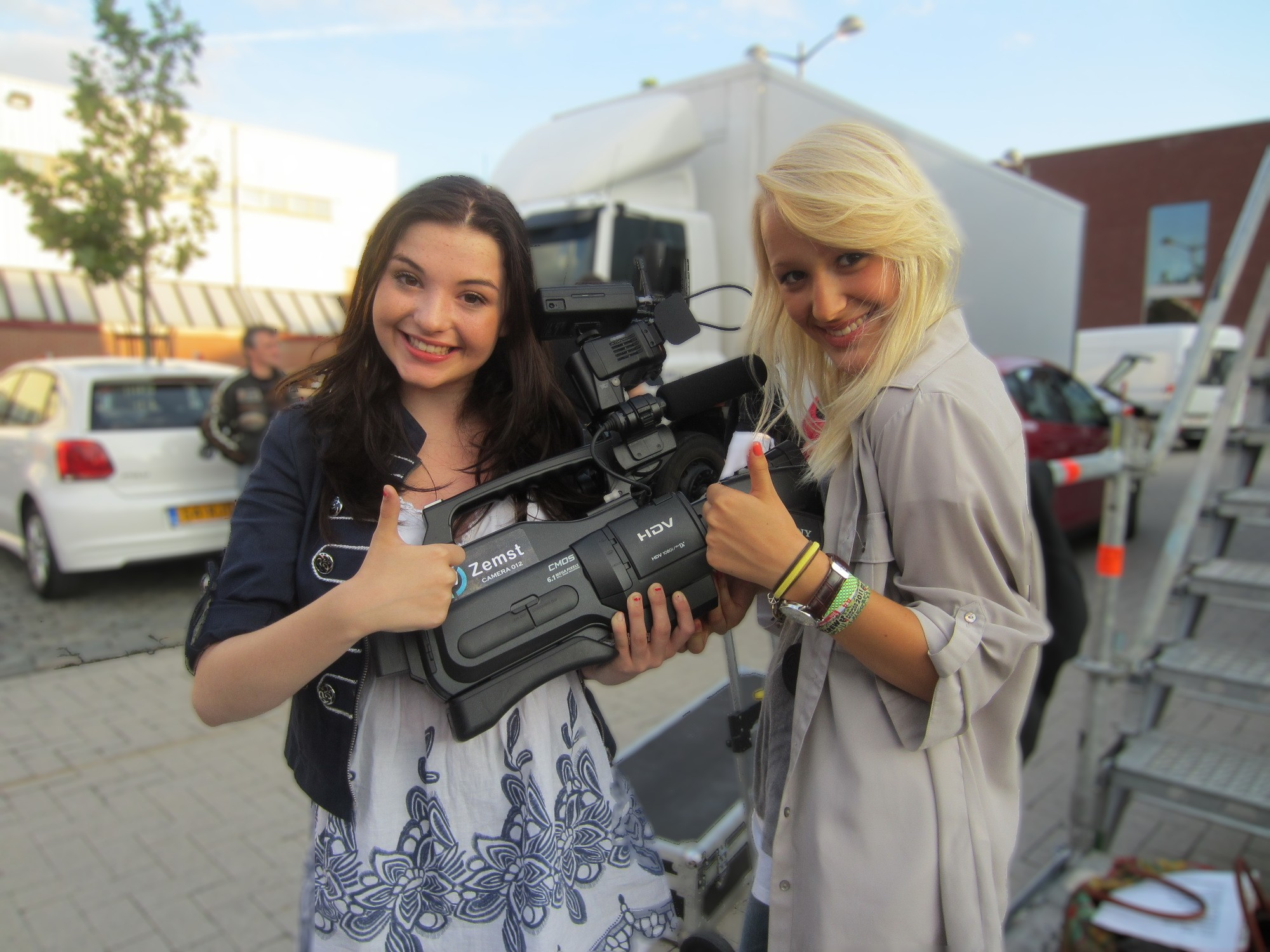
Lauren en Jill als duo op Pleinpop 2011 te Zemst

In 2010 deed De Ruyck mee aan de derde editie van Ketnetpop. Later dat jaar vertegenwoordigde ze haar land op het Junior Eurovisiesongfestival, in de Wit-Russische hoofdstad Minsk, samen met Jill Van Vooren. Ze werden zevende met hun nummer Get up!. Peter Gillis en Miguel Wiels, singer-songwriters voor K3, schreven mee aan Get up!.
In het najaar van 2011 vertolkte ze op 16-jarige leeftijd de rol van Bielke in de musical Fiddler on the Roof. Vlak daarna startte ze met repetities en voorstelling van Domino waarin ze Sara speelde, de dochter van de personages die vertolkt werden door Maaike Cafmeyer en Jurgen Delnaet.
Vanaf eind november 2011 was De Ruyck als Femke Goossens te zien in de Ketnet-televisieserie Galaxy Park. In 2013 speelde ze mee in Binnenstebuiten als Ineke Pas.
In 2014 zat De Ruyck samen met Koen Crucke en Frank Van Laecke in de jury van Junior musical.
In 2015 deed ze auditie in het het programma K3 zoekt K3 om onderdeel te worden van de nieuwe K3. Ze haalde in dit programma de finale, maar werd uiteindelijk niet gekozen als deel van de nieuwe K3. Hierna legde ze zich meer toe op haar studie psychologie aan de universiteit van Gent, die ze in 2014 begon. 
De Ruyck speelde in oktober, november en december 2017 de hoofdrol in de musical Roodkapje. die verlenging kreeg in maart en april 2018.
In 2018 was De Ruyck te zien in The best of musicals, een productie van Music Hall en in La fille dans les galeries, een kortfilm van Lieve Oomen.
In februari 2019 speelde Lauren mee in de musical Iedereen Beroemd. Ze zat in het ensemble en speelde de rol van Lyn.
De Ruyck studeerde klinische psychologie en werkt anno 2021 in een groepspraktijk. Ze studeert sinds 2022 journalistiek aan de Vrije Universiteit Brussel.
In 2024 nam ze deel aan Sing Again, een programma van VTM waarin deelnemers van vroegere talentenjachten die niet wonnen een tweede kans kregen. Later dat jaar speelde ze de rol van Rizzo in de musical Grease.

## Discografie

### Singles
- Get up! (gezongen met Jill Van Vooren, 2010)
- Plots Zo Anders (gezongen met Thomas Cerpentier, 2010)
- Suddenly You (als Lauren Anny J)
- Smile (als Lauren Anny J, 2013)
- RSVP (als Lauren Anny J, 2013)
- Girl Like You (als Lauren Anny J, 2013)
- Apologize (als Lauren Anny J, 2013)
- Ik Wil Vrij Zijn (als Roodkapje, 2017)

## Musical
- International Standard Name Identifier: 0000 0003 9278 9645
- MusicBrainz: 8619c1eb-1a1c-4c4c-9892-47c084355467
- Nederlandse Thesaurus van Auteursnamen: 341689726
- Virtual International Authority File: 286933781
- WorldCat: E39PBJjt4TRMPPW4GhfQfpmDbd